# Difénamide
Le difénamide est un herbicide.